# Une famille parfaite
Pour plus de détails, voir Fiche technique et Distribution.
Une famille parfaite est un téléfilm français de Pierre Trividic et Patrick Mario Bernard diffusé en 2006.

## Fiche technique
- Scénario, adaptation : Patrick Mario Bernard, Pierre Trividic
- Costumes : Anaïs Romand
- Costumier : Martial Piot
- Décors : Olivier Radot, Frédéric Bernard, Catherine Smedts
- Photographie : Jean-Marc Ferrière
- Fragments musicaux : Jean Guillou
- Musique additionnelle : Patrick Mario Bernard, Jean Mallet
- Montage : Stéphane Huter
- Son : Jean Umansky, Erwin Kerzanet, Jean-Claude Bezenech
- Montage son, mixage : Jean Mallet
- Stagiaire : Simon Witté
- Script : Bénédicte Darblay
- Accessoiristes de plateau : Véronique Robinso, Piotr Styczen
- Œuvres accrochées prêtées par : Vincent Gaglardi
- Casting : Richard Rousseau
- Casting figuration : Stéphanie Possot, Lynda Mekaoui
- Régie générale : Gilles Martinière
- Régisseur adjoint : Cyrille Faure-Perret
- 1er assistant réalisateur : Fabrice Caman
- 2e assistant réalisateur : Fatma Tarhoumi
- Production : Patrice Arrat - Zadig Production - Arte France
- Genre : Drame
- Durée : 87 minutes
- Diffusion TV : 17 octobre 2006, sur Arte.

## Distribution
- Aïssa Maïga: Martha Beckman
- Ulrich Tukur: Harald Beckman
- Sylvie Jobert
- Jacques Martial  : Raymond Van Den Uys
- Alain Azerot  : Tobias Joos "Papsou"
- Peter Bonke  : Arne Nygren
- Jean-Pierre Gos : médecin
- Théo Hakola  : homme à la pancarte
- Chloé Bernard
- Véronique Bayer
- Pomme Bourcat
- Antchi Doumbia
- Mehdi Hachem
- Lou-Anna Hayer
- Khanya Kook Bitjocka
- Eric Lehembre
- Thomas Lemarquis
- Anne Mathot
- Johan Meunier
- Carine N'Doumou
- Patrick Pierron
- Suzanne Schmidt
- Nicolas Usai
- Micky Vanisouvong.